# 19407 Standing Bear
19407 Standing Bear (1998 FG11) là một tiểu hành tinh vành đai chính được phát hiện ngày 25 tháng 3 năm 1998 bởi R. Linderholm ở Lime Creek.